# Vignanello rosso
Il Vignanello rosso è un vino DOC la cui produzione è consentita nella provincia di Viterbo.

## Caratteristiche organolettiche
- colore: rosso rubino da giovane, tendente al granato se invecchiato.
- odore: profumato, caratteristico ed intenso.
- sapore: asciutto, caldo e armonico.

## Produzione
Provincia, stagione, volume in ettolitri
- Viterbo  (1993/94)  132,8
- Viterbo  (1994/95)  582,01
- Viterbo  (1995/96)  273,13
- Viterbo  (1996/97)  441,09